# David Décamp
David Décamp est un sculpteur autodidacte français né en 1970 à Bourg-en-Bresse. Il vit et travaille à Lyon.
À travers ses œuvres, qu'il effectue sur du bois, de l'os, pierre et plomb, il exprime un message : il faut changer rapidement le rapport destructeur Humanité-Nature.

## Biographie
Décamp a passé une partie de sa vie dans les forêts du Jura, près de Bâle, en tant que bûcheron-élagueur. C’est à la suite d’un accident de travail qu’il se consacre à la pratique artistique dans un but d'abord curatif. Le regard développé dans la forêt, il devient un  Artiste autodidacte. la nature est au centre de œuvre qu’il construit depuis la fin des années 1990. Sa pratique artistique puise dans son expérience personnelle. En l’exorcisant, il lui donne une dimension universelle. Ses sculptures, ses dessins, ses installations, expriment avec violence et poésie le rapport empoisonné et parfois destructeur de l’Homme à son environnement. Proche de l’art brut et nourri d’une sorte d’humour noir surréaliste, les matériaux qu’il utilise ont souvent une signification autobiographique: bois, plomb, os comme dans le travail de Joseph Beuys. . En travaillant sur sa propre histoire, Décamp porte un message universel : celui de l’urgence à changer le rapport destructeur de l’Homme à la Nature.

## Carrière
Son grand-père paternel était sculpteur et il a exposé au « Salon ». Sa mère peignait. C'est elle qui lui a transmis l'art du dessin à travers des cours de nature morte.
Décamp a commencé sa carrière professionnelle comme bûcheron-élagueur, après l'obtention de son CAP.